# Felsőverecke
Felsőverecke (ukránul: Верхні Ворота) település Ukrajnában, Kárpátalján, a Munkácsi járásban.

## Fekvése
Volóctól északnyugatra fekvő település.

## Története
1387-ben Zsigmond király egyik oklevélben említették először Werechke néven. 1454-ben Vereczke, 1465-ben Kyswerechke, 1773-ban Felső Vereczke, Wissuy Wereczky, 1913-ban Felsővereczke néven található.
1910-ben 1410 lakosából 66 magyar, 212 német, 1132 ruszin volt. Ebből 14 római katolikus, 1157 görögkatolikus, 234 izraelita volt.
A trianoni békeszerződés előtt Bereg vármegye Alsóvereckei járásához tartozott.